# Classe Challenger
La classe Challenger est l’une des classes de sous-marins de la marine de Singapour. Ce sont des versions largement modernisées des anciens sous-marins de classe Sjöormen. Les RSS Challenger et Centurion ont été retirés du service en 2015.

## Historique
La marine de Singapour a acquis quatre anciens sous-marins de classe Sjöormen de la marine royale suédoise, et les a rebaptisés classe Challenger : un premier navire en 1995, et trois autres en 1997. Ce furent les premiers sous-marins de Singapour. On pense que la classe Challenger a été achetée pour développer l’expertise requise en matière d’opérations sous-marines, avant de choisir pour les remplacer une classe moderne de sous-marins, puisque tous les bateaux ont plus de 50 ans.
| Nom du navire                      | Lancé             | Commissionné    | Statut                            |
| ---------------------------------- | ----------------- | --------------- | --------------------------------- |
| RSS Challenger (ex-HMS Sjöbjörnen) | 26 septembre 1997 | années 2000     | retiré du service le 11 mars 2015 |
| RSS Conqueror (ex-HMS Sjölejonet)  | 28 mai 1999       | 22 juillet 2001 | en service actif en 2022          |
| RSS Centurion (ex-HMS Sjöormen)    | 28 mai 1999       | 26 juin 2004    | retiré du service le 11 mars 2015 |
| RSS Chieftain (ex-HMS Sjöhunden)   | 22 mai 2001       | 24 août 2002    | en service actif en 2022          |

## Modernisation
Les sous-marins de classe Challenger ont fait l’objet d’un programme de modernisation Riken adapté aux conditions opérationnelles spécifiques de la marine de Singapour. Comme les sous-marins ont été conçus par les Suédois pour des opérations en mer Baltique, diverses modifications ont été nécessaires pour les adapter aux eaux tropicales. Un programme complet de tropicalisation a été réalisé pour les quatre sous-marins, qui comprenait l’installation de la climatisation, de systèmes de protection contre la croissance de la vie marine sur la coque, et celle de tuyauteries résistantes à la corrosion.

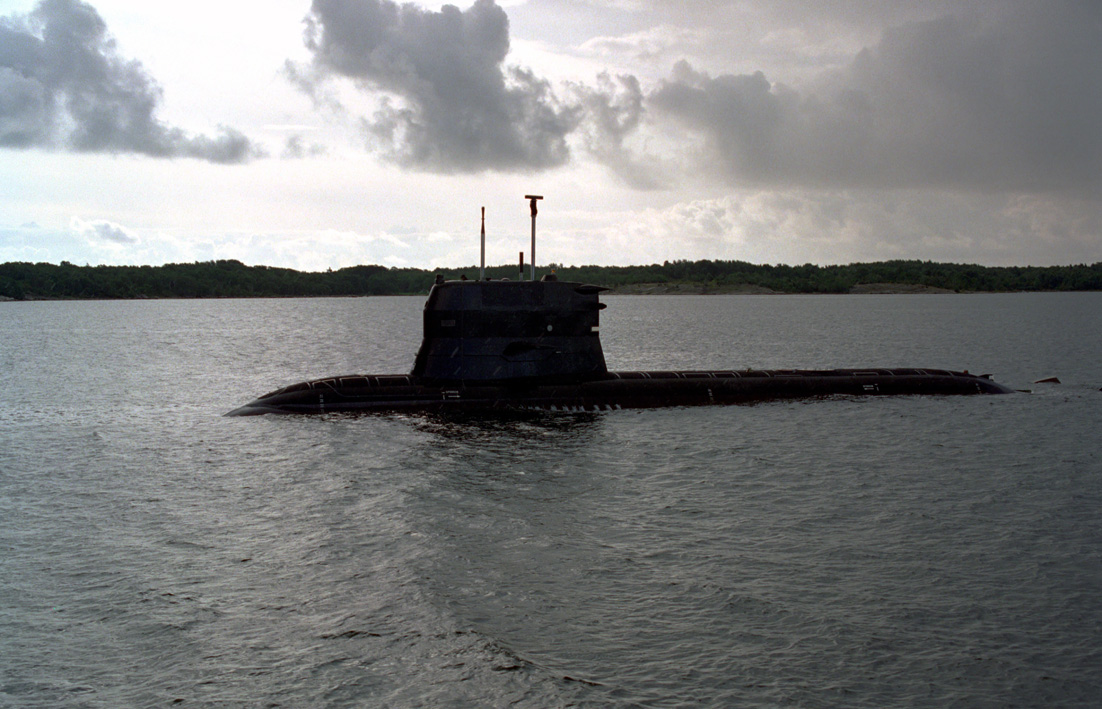
Le RSS Challenger durant ses essais en mer